# Kosovskomitrovački okrug
Kosovskomitrovački okrug (albanski: Qarku i Mitrovicës, srpski: Косовскомитровачки округ) je okrug na Kosovu. Sjedište je u Kosovskoj Mitrovici.

## Podjela
Okrug se djeli na šest općina:
- Kosovska Mitrovica

- Leposavić

- Srbica
- Vučitrn
- Zubin Potok
- Zvečan